# Carlos Alberto Riccelli
Carlos Alberto Riccelli (São Paulo, 3 de julho de 1946) é um ator e diretor brasileiro. Desde 1990 mora nos Estados Unidos, retornando ao Brasil apenas para trabalhar no cinema e em curtos projetos na televisão.

## Carreira
Na TV, interpretou alguns personagens importantes da teledramaturgia, como o índio Aritana na telenovela Aritana (1978) da extinta TV Tupi, Rudy em Sétimo Sentido (1982) e o pescador Nô na minissérie Riacho Doce (1990). Seu trabalho com maior atuação foi o ex-modelo e garoto de programa César Ribeiro, parceiro de malandragem da ambiciosa Maria de Fátima (Glória Pires), e amante da vilã Odete Roitman (Beatriz Segall) em Vale Tudo (1988).
Em 2007 estreou na direção, com o filme O Signo da Cidade. Fez também em 2004 o curta-metragem O Homem Que Sabia Javanês, dirigido por Xavier de Oliveira, um conto do escritor brasileiro Lima Barreto que narra a história de Castelo (seu personagem), que narra a seu amigo Castro como que em meio a miséria do desemprego fingiu saber o javanês, a pretexto de conseguir um emprego que fora ofertado por um homem público, o Barão de Jacuecanga.

## Vida pessoal
É casado com a também atriz e poetisa Bruna Lombardi, com quem vive nos Estados Unidos. O casal tem um filho, chamado Kim Riccelli.

## Filmografia

### Televisão
| Ano        | Título                    | Personagem                      | Notas                           | Emissora          |
| ---------- | ------------------------- | ------------------------------- | ------------------------------- | ----------------- |
| 1971       | O Preço de um Homem       | Lucas Andrade                   |                                 | Rede Tupi         |
| 1971       | Hospital                  | Teobaldo Munhoz (Tato)          |                                 | Rede Tupi         |
| 1972       | Na Idade do Lobo          | Fernando                        |                                 | Rede Tupi         |
| 1972       | Vitória Bonelli           | Mateus Bonelli                  |                                 | Rede Tupi         |
| 1974       | Supermanoela              | Ribamar Cardoso                 |                                 | Rede Globo        |
| 1975       | A Viagem                  | César Jordão Júnior (Júnior)    |                                 | Rede Tupi         |
| 1977       | Éramos Seis               | Alfredo Abílio de Lemos         |                                 | Rede Tupi         |
| 1977       | O Espantalho              | Ney Nascimento                  |                                 | RecordTV          |
| 1978       | Aritana                   | Aritana Kamaiurá                |                                 | Rede Tupi         |
| 1980       | Um Homem muito Especial   | Rafael Tepes                    |                                 | Rede Bandeirantes |
| 1982       | Sétimo Sentido            | Rodolfo Bergman Rivoredo (Rudy) |                                 | Rede Globo        |
| 1983       | Louco Amor                | Márcio Rocha                    |                                 | Rede Globo        |
| 1988       | Vale Tudo                 | César Ribeiro                   |                                 | Rede Globo        |
| 1990       | A, E, I, O... Urca        | Aristide Campos (Tide)          |                                 | Rede Globo        |
| 1990       | Riacho Doce               | Nô                              |                                 | Rede Globo        |
| 1997       | A Indomada                | José Leandro (Zé Leandro)       | Episódios: "17–24 de fevereiro" | Rede Globo        |
| 1999       | Chiquinha Gonzaga         | João Batista de Carvalho (JB)   | Episódios: "12–22 de janeiro"   | Rede Globo        |
| 2009       | Trago Comigo              | Telmo Marinicov                 |                                 | TV Cultura        |
| 2012       | Guerra dos Sexos          | Vitório Leone                   | Episódios: "1–3 de outubro"     | Rede Globo        |
| 2017– 2019 | A Vida Secreta dos Casais | Detetive Luís                   |                                 | HBO Brasil        |

### Cinema
| Ano  | Título                  | Personagem            |
| ---- | ----------------------- | --------------------- |
| 1970 | A Moreninha             | Leopoldo              |
| 1979 | O Princípio do Prazer   | Álvaro                |
| 1981 | Eles não Usam Black-tie | Tião                  |
| 1986 | Sonho Sem Fim           | Eduardo Albelim "Edu" |
| 1987 | Ele, o Boto             | Boto                  |
| 1987 | Leila Diniz             | Domingos de Oliveira  |
| 1988 | Jorge, um Brasileiro    | Jorge                 |
| 1996 | The Best Revenge        | Carlos                |
| 1999 | Dois Córregos           | Hermes                |
| 2006 | Brasília 18%            | Olavo Bilac           |
| 2007 | O Signo da Cidade       | (Diretor)             |
| 2010 | Federal                 | Vital                 |
| 2016 | Amor em Sampa           | Cosmo                 |

## Teatro
- 1969 - America Hurrah
- 1970 - Hair
- 1970 - Tom Paine
- 1971 - Hoje é Dia de Rock
- 1971 - Peer Gynt
- 1972 - As Alegres Comadres de Windsor
- 1973 - A Capital Federal
- 1974 - Leonor de Mendonça
- 1975 - Pequenos Burgueses
- 1976 - O Noviço
- 1977 - O Amor do Não
- 1979 - Mocinhos Bandidos

## Prêmios e indicações
| Ano  | Associações                         | Categoria                              | Nomeações                                  | Resultado |
| ---- | ----------------------------------- | -------------------------------------- | ------------------------------------------ | --------- |
| 1979 | Prêmio APCA de Televisão            | Melhor Ator                            | Aritana                                    | Venceu    |
| 1998 | Prêmio Contigo! de TV               | Melhor Participação Especial Masculina | A Indomada                                 | Venceu    |
| 2000 | Prêmio Guarani de Cinema Brasileiro | Melhor Ator                            | Dois Córregos: Verdades Submersas no Tempo | Indicado  |
| 2008 | Prêmio Contigo! de Cinema Nacional  | Melhor Filme                           | O Signo da Cidade                          | Indicado  |
| 2009 | Prêmio Qualidade Brasil             | Melhor Ator de Série ou Minissérie     | Trago Comigo                               | Indicado  |
| 2012 | Festival Paulínia de Cinema         | Melhor Filme (voto da audiência)       | Onde Está a Felicidade?                    | Venceu    |
| 2012 | Los Angeles Brazilian Film Festival | Melhor Diretor                         | Onde Está a Felicidade?                    | Venceu    |